# Myttinge skjutfält

Myttinge skjutfält är ett militärt övningsområde på norra Värmdö i Stockholms skärgård, vilket främst används av Stockholms amfibieregemente, dåvarande Vaxholms amfibieregemente.
På Myttinge skjutfält kommer man återigen att börja med skarpskjutningar från och med fjärde kvartalet 2025 rapporterar tidningen Skärgården 26/3-25
Skjutfältet hade tidigare ett miljögodkännande som ett skjutfält fram till december 2005. Därefter användes det under några år från 2006 som helikopterflygplats av Polisflyget. Efter helikopterrånet i Västberga 2009 ifrågasattes platsens lämplighet för Polisflyget, och helikoptrarna omstationerades därefter till Arlanda.